# Amalienburg
Amalienburg es un pabellón de caza construido entre 1734 y 1739 por François de Cuvilliés para Carlos VII y su esposa, María Amelia de Austria, en el Palacio de Nymphenburg, cerca de Múnich. A los ojos de muchos expertos es el mejor ejemplo de rococó alemán.

## Características
Fue diseñado por François de Cuvilliés, gran divulgador del rococó como el estilo más importante de principios del siglo XVIII, publicando, entre 1738 y 1756, muchos libros sobre decoración de interiores, mobiliario, trabajos en metal y otros temas decorativos.
Amalienburg se construyó entre 1734 y 1739 y estaba diseñado para la esposa del emperador, Maria Amalia de Austria, gran aficionada a la caza. La mayor parte de la disposición interior gira alrededor de la Salón de los Espejos, el centro del edificio, y cuyos espejos reflejan la naturaleza del exterior. Obra de Johann Baptist Zimmermann y Joachim Dietrich (1690-1753), crea una atmósfera etérea con los colores nacionales bávaros, plateado y azul. Algunas habitaciones están unidas, como el Gabinete azul y el dormitorio de María Amalia. El Gabinete Azul es una habitación cuyas paredes están cubiertas por armarios para guardar escopetas de caza y bajo los cuales se encuentran las perreras de los perros de caza. La cocina está decorada con preciosos azulejos de Delft en blanco y azul con motivos florales y de aves. Junto a ella, se encuentra la Sala de los Faisanes.

## Imágenes

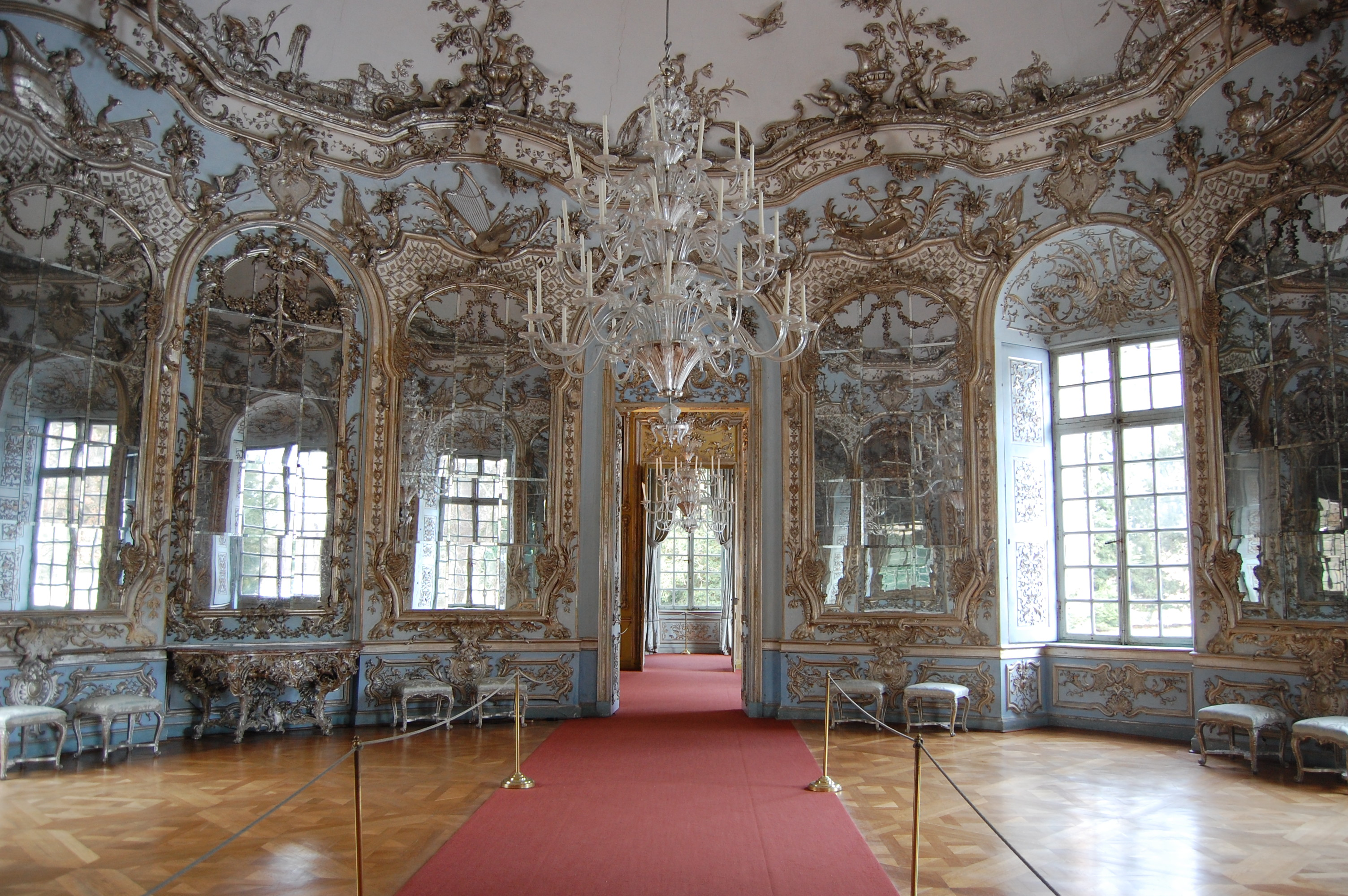
Salón de los Espejos
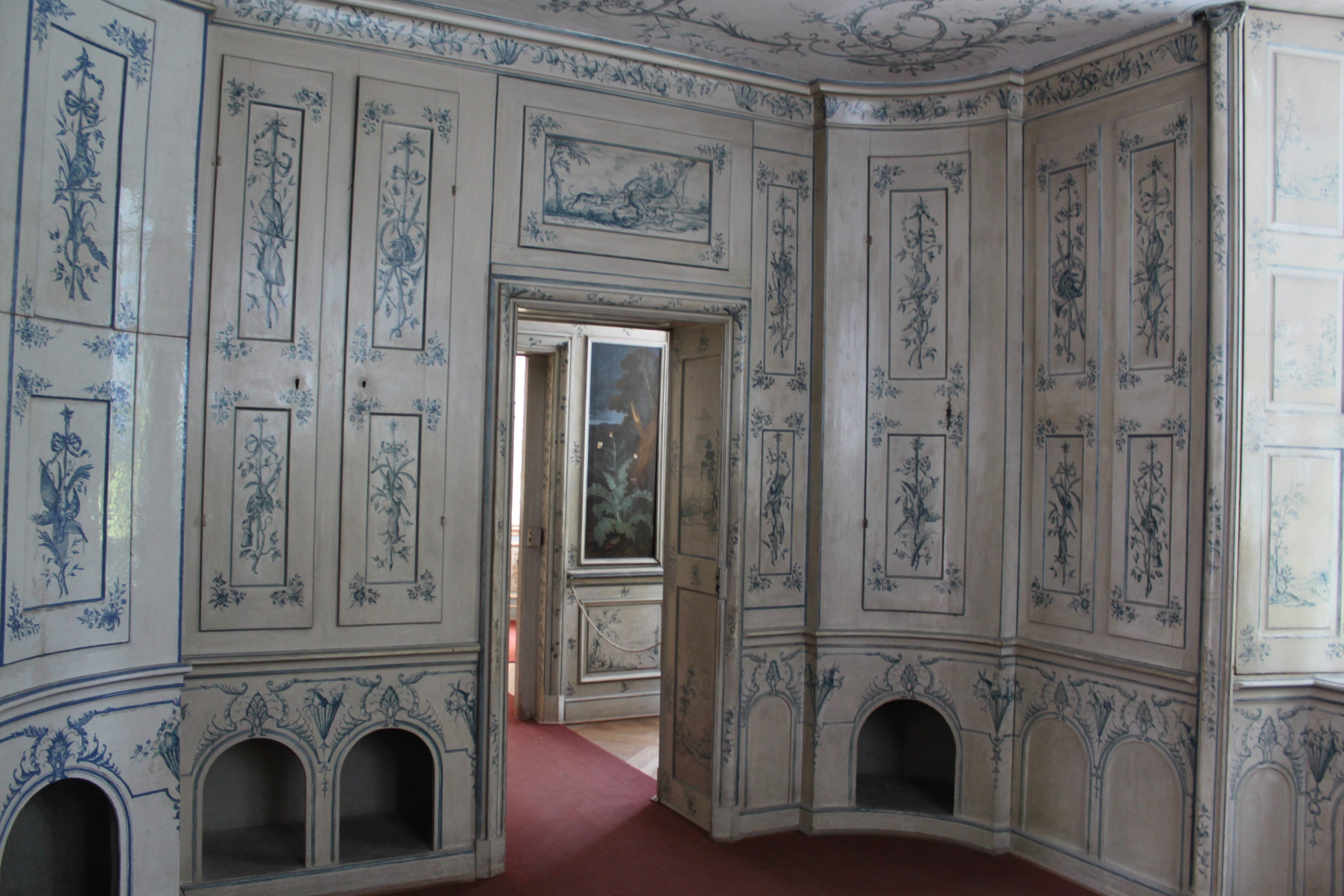
Gabinete Azul
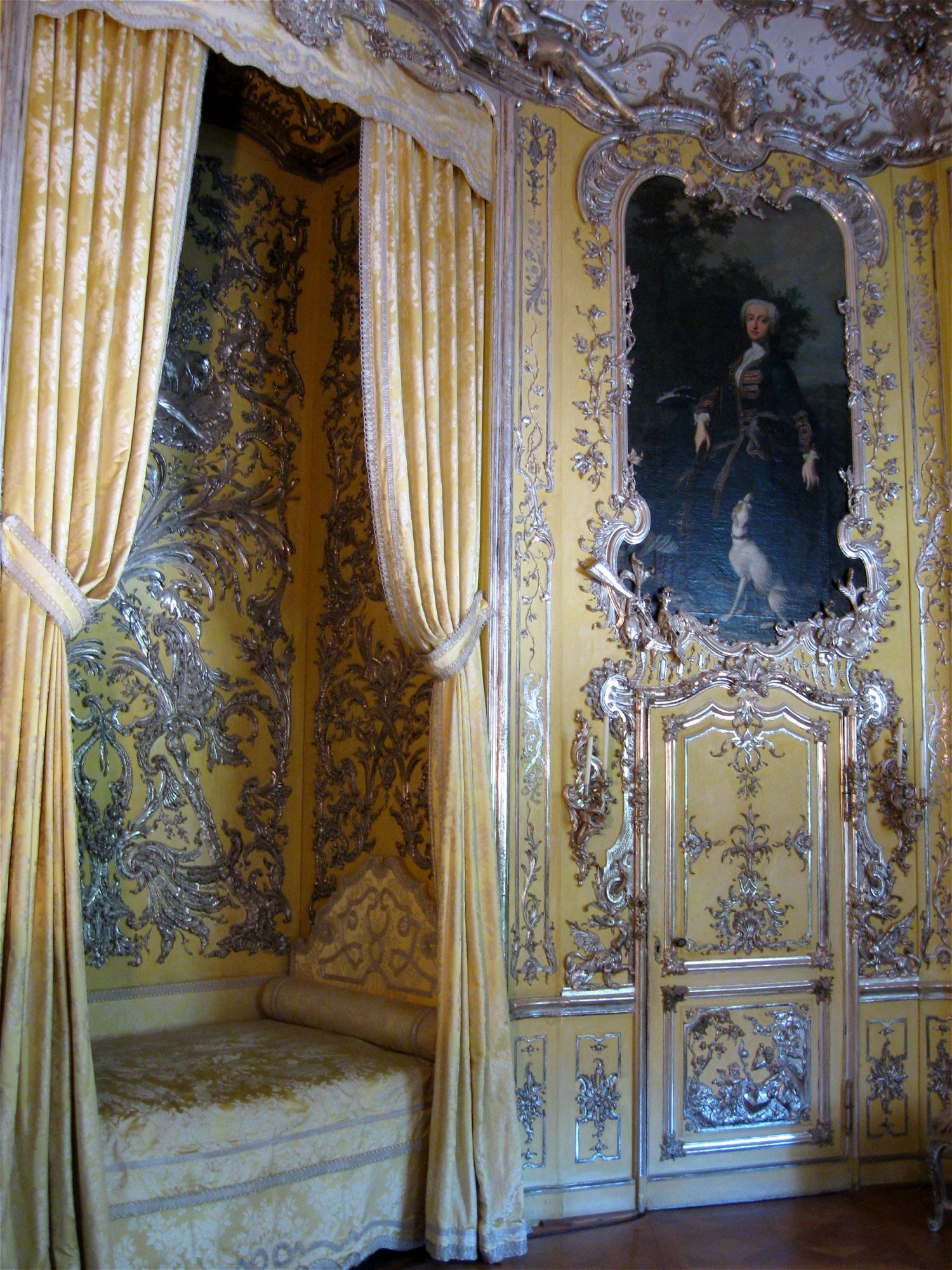
Dormitorio de María Amalia
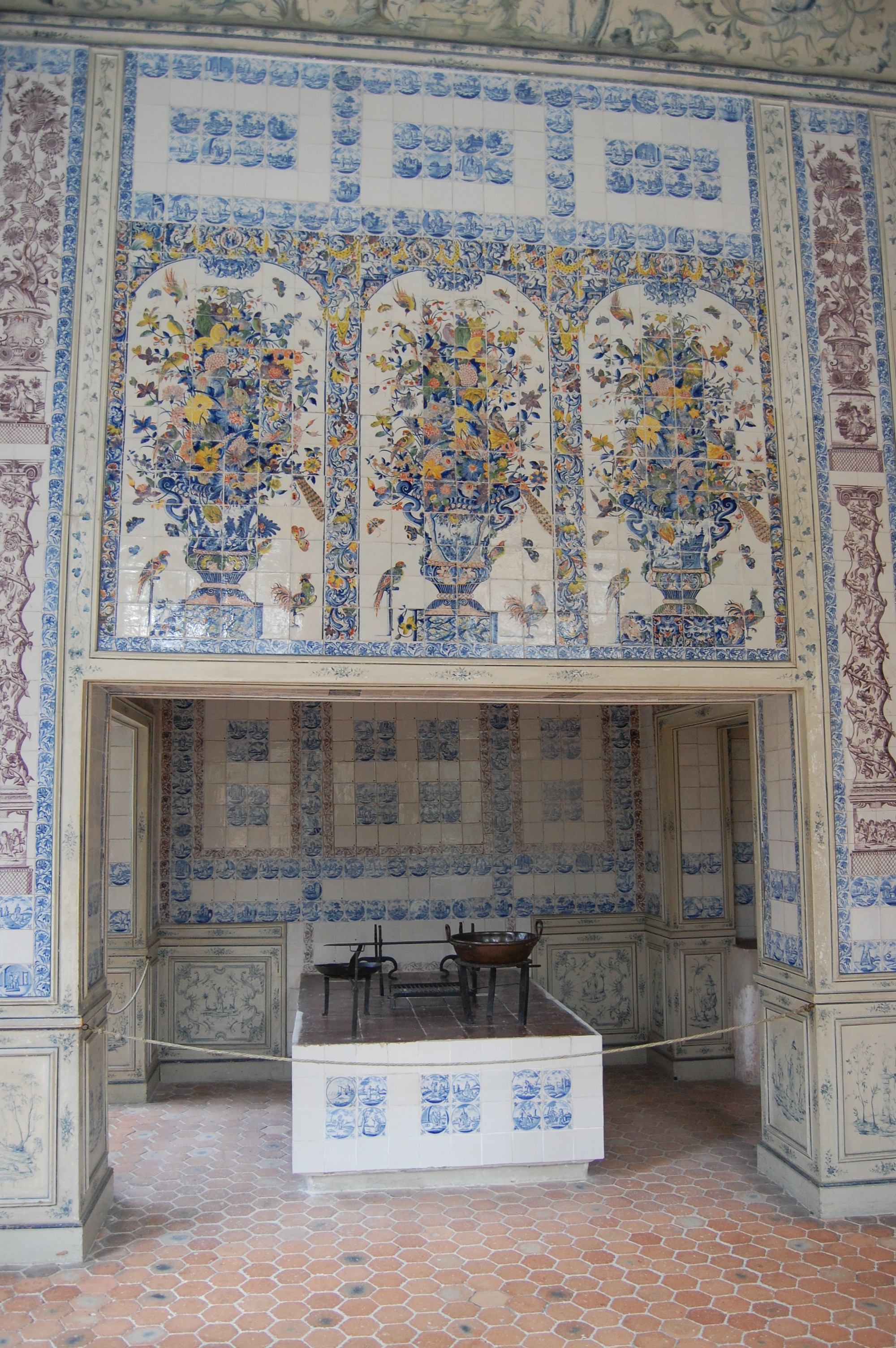
Cocina
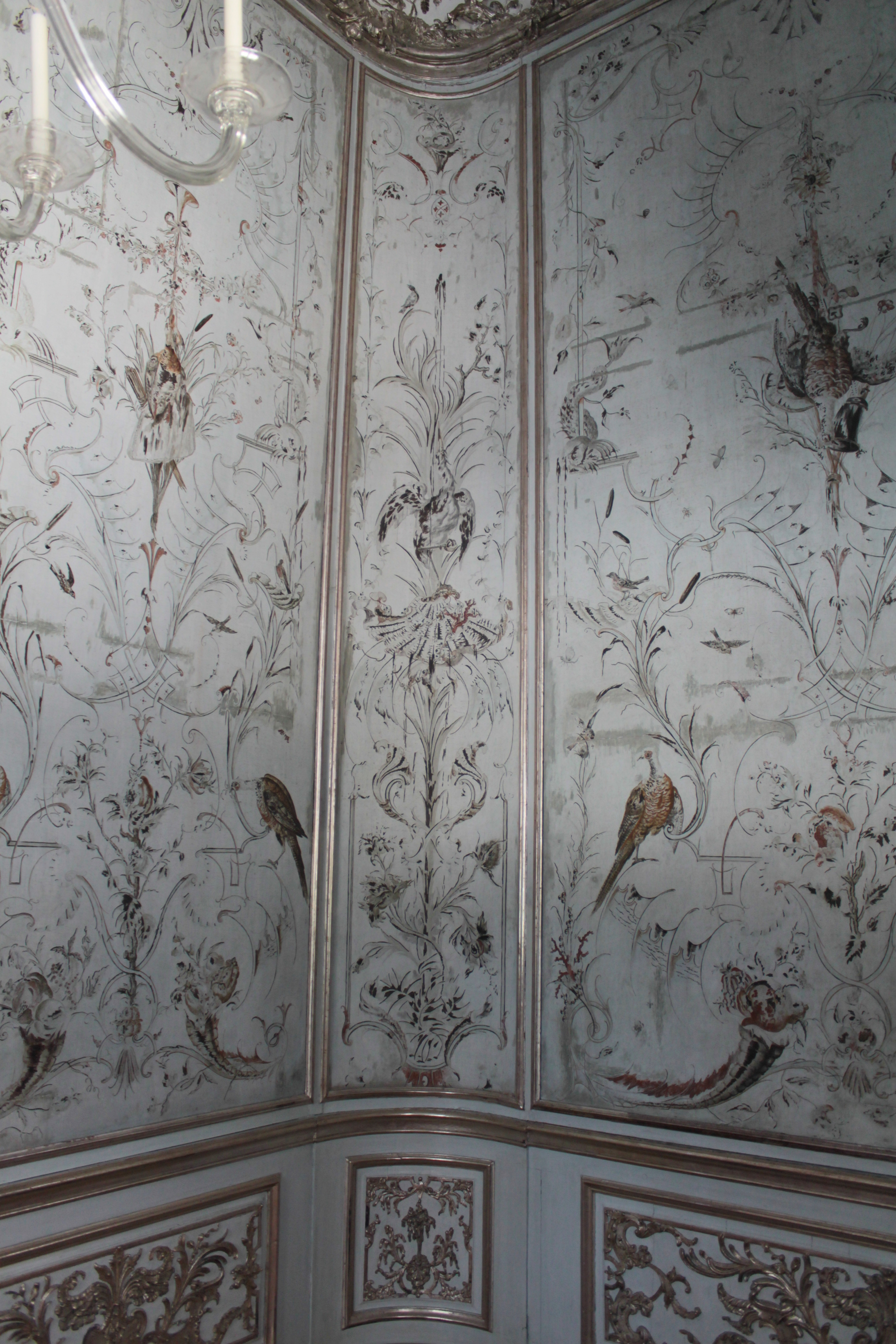
Sala de los Faisanes